# Средиземноморская ставрида
Средиземноморская ставрида, или черноморская ставрида (лат. Trachurus mediterraneus), — один из широко распространённых видов лучепёрых рыб из семейства ставридовых (Carangidae). Морская рыба среднего размера с ярко выраженными колебаниями численности; ходит косяками на глубинах от 5 м. Является важным объектом рыбного промысла, а также любительской ловли (в первую очередь в Крыму).

## Описание

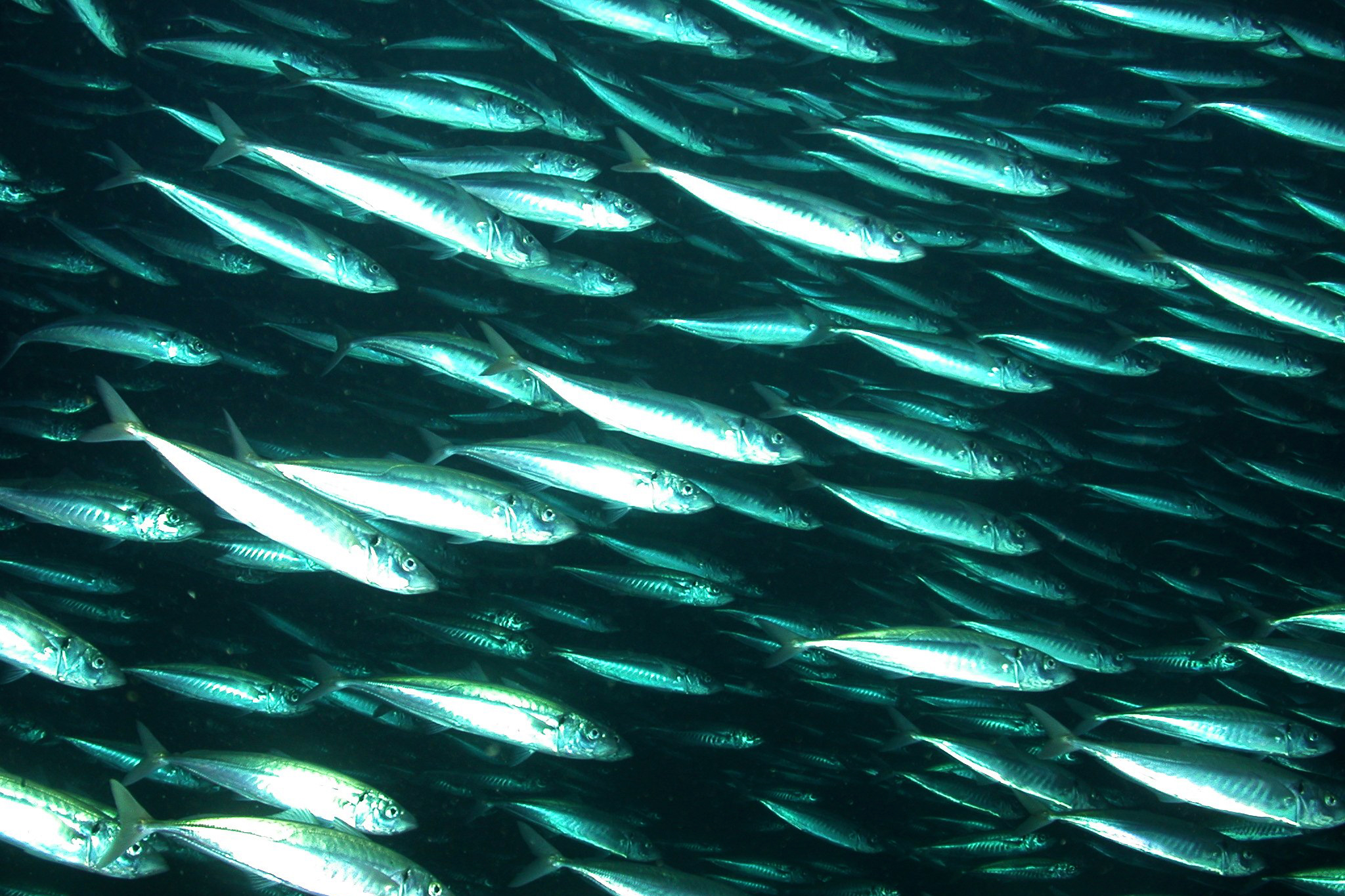
Стая ставриды средиземноморской

Рыба достигает максимальной длины 60 см, однако гораздо более обычны экземпляры длиной 20—30 см. Боковая линия целиком укрыта костными щитками. Голова велика в пропорции к телу. Рот также велик. Формула плавников: D1 VII—IX. D2 I 26—34. А II, I 21—31.
Бенто-пелагичная субтропическая рыба, встречается на глубинах от 5 до 500  м. Океанодромная рыба, обычно населяет морские воды, но заходит и в солоноватые (например, Севастопольская бухта).
Хищная рыба, которая питается молодью других пелагических рыб, таких как хамса, шпрот, атерина, песчанка, тюлька, сельдь, прочей молодью, а также ракообразными (мизиды, креветки, амфиподы, изоподы). Ставрида чувствительна к чрезмерно интенсивному улову: на восстановление численности уходят долгие годы, в ходе которых стадо сокращается и омолаживается.

## Ареал
Ставрида средиземноморская в открытой части Атлантики распространена от Биская на севере до Мавритании на юге. Через Гибралтарский пролив широко представлена в Средиземноморье, откуда и название. Постоянно населяет Мраморное море, через Босфор проникает в Чёрное море, где также довольно обычна, в Азовское море заходит только в южную и юго-западную его окраины. В самом Чёрном море при этом различают довольно мелкую северную форму до 20 см длиной и крупную южную форму до 55 см.

## Хозяйственное значение

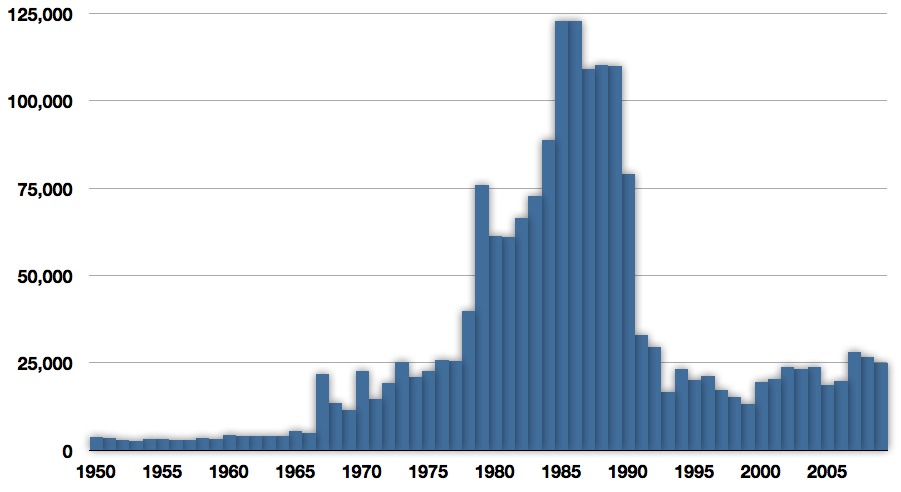
Промысловый вылов ставриды средиземноморской в тоннах за период с 1950 по 2009 гг.

Основные места промысла ставриды  расположены в Атлантике, а также в  Средиземном и Чёрном морях. Вылавливается с помощью пелагических и донных тралов,  кошельковыми неводами и ярусами. У ЮБК является объектом спортивной охоты, где хорошо ловится с пирсов на люрекс. По данным ФАО в 1999 г. промышленный улов составил 12 898 тонн. Наибольший вылов произвела Турция (9 220 т) и Греция (3 534 т). В территориальных водах Севастополя улов ставриды упал с 318 тонн в 2008 году до 62 тонн в 2011. Реализуется в свежем и консервированном виде,  также используется для производства кормов на рыбной основе.

## Классификация
Выделяют 2 подвида:
- Trachurus mediterraneus mediterraneus (Steindachner, 1868) — средиземноморская ставрида[2]
- Trachurus mediterraneus ponticus Aleev, 1956 — черноморская ставрида[2]